# Nickerson (Nebraska)
Pour les articles homonymes, voir Nickerson.
Nickerson est un village du comté de Dodge, dans l'État du Nebraska, aux États-Unis. En 2020, il comptait une population de 312 habitants.